# Josef Bejček
Josef Bejček (* 3. března 1935) byl český politik, v 90. letech 20. století poslanec České národní rady a Poslanecké sněmovny za ODS.

## Biografie
Ve volbách v roce 1992 byl zvolen za ODS do České národní rady (volební obvod Západočeský kraj). Zasedal v hospodářském výboru. Od vzniku samostatné České republiky v lednu 1993 byla ČNR transformována na Poslaneckou sněmovnu Parlamentu České republiky. Zde setrval do konce funkčního období, tedy do voleb v roce 1996. 1. kongres ODS v listopadu 1991 ho v rámci dovolby jmenoval členem Výkonné rady ODS.
V komunálních volbách roku 1994 neúspěšně kandidoval do zastupitelstva města Rokycany za ODS. Opětovně se o zvolení neúspěšně pokoušel v komunálních volbách roku 1998, nyní již za Unii svobody. Uvádí se jako důchodce.